# De la guerra

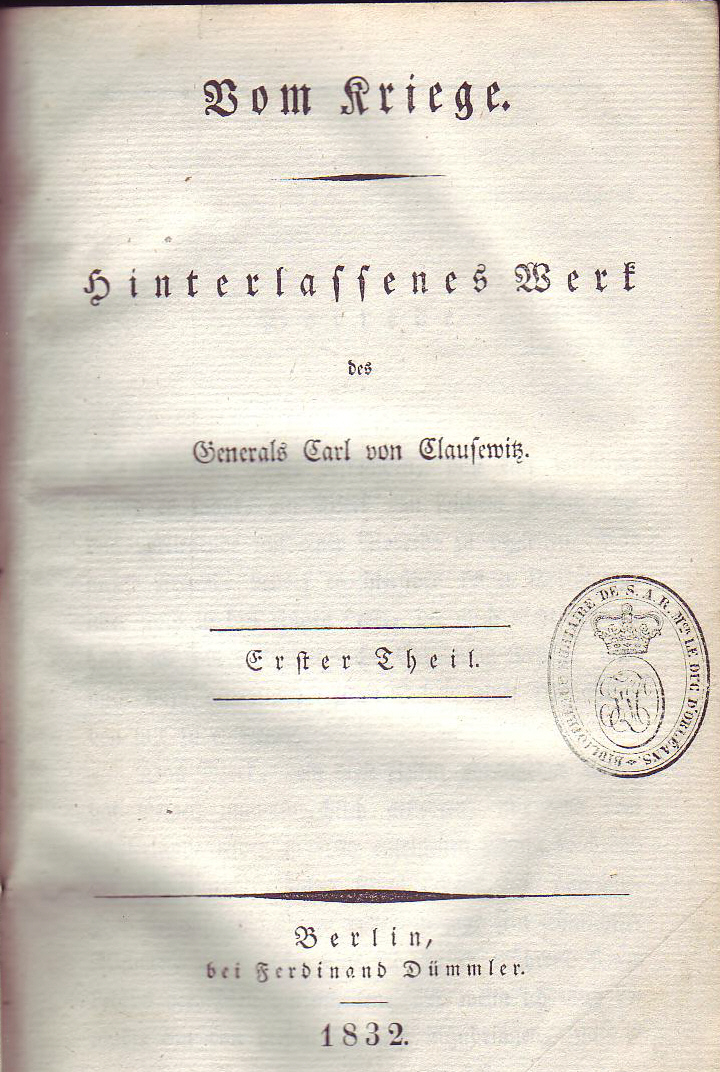
Edición original del libro Vom Kriege, del año 1832.

De la guerra es una obra de ciencia militar escrita por el famoso militar y filósofo prusiano Carl von Clausewitz.
La obra, cuyo título original es Vom Kriege, fue escrita en su mayoría tras las Guerras napoleónicas, entre los años 1816 y 1830, y es en realidad una obra incompleta; Clausewitz se propuso revisar sus propios manuscritos en 1827, pero murió antes de poder finalizar la tarea, y el libro fue publicado póstumamente por su esposa en 1832. Ha sido traducido a numerosos idiomas, y es uno de los libros más conocidos mundialmente sobre estrategia y táctica militar, además de ser de lectura obligada en varias academias militares.

## El autor
Carl von Clausewitz fue un oficial prusiano al que, como a muchos otros, impresionó profundamente la forma en que los ejércitos de la Revolución francesa y Napoleón cambiaron la naturaleza de la guerra, mediante su habilidad para motivar a la población y con ello desatar conflictos a una escala como nunca se había visto antes en Europa. Clausewitz tenía una buena educación para el estándar de la época, y un evidente interés por el arte, la ciencia y la educación. Sin embargo, era también un soldado profesional que ocupó una gran parte de su vida combatiendo contra Napoleón Bonaparte. Perteneció como oficial al Estado Mayor durante las guerras de 1812, en la primavera de 1813 sirvió como asesor de Sharnhorst (del que se le considera uno de sus pupilos) y Gneisenau, hasta la muerte del primero, momento en el que se convirtió en Jefe del Estado Mayor, participando en diversas contiendas. Las acciones realizadas, ya en tiempo de paz, durante los dos últimos años en el ejército, fueron la renovación del mismo, pero su política reformista no fue del todo entendida. Esta fase fue la que engendró la concepción de la obra.
No hay duda de que las reflexiones originadas por sus experiencias, combinadas con una sólida comprensión de la historia europea, forman una gran parte de la base de su obra. De la guerra representa un compendio inacabado (debido en parte a las innumerables mejoras que iba introduciendo el autor en las anotaciones personales) de sus observaciones más acertadas, y fue publicado tras su muerte por su viuda, Marie.

## Composición de la obra
La obra se compone de ocho libros, los dos últimos quizás en estado borrador, debido a la muerte prematura del autor:
1. Sobre la naturaleza de la guerra. Desarrollado en ocho capítulos. Se trata del único libro completo, o que por lo menos tuvo aceptación completa por parte del autor. Es uno de los más prolíficos en conceptos e ideas de todo el libro, en él se define el objeto mismo de la guerra (escindiendo claramente entre el fin militar y el político) y para ello aborda tres partes: imponer la voluntad al enemigo, disponer como medio la máxima fuerza posible, privar al enemigo de su poder. Menciona la angustia por la brutalidad como un elemento inhibidor del uso de los medios, indicando que el principio de moderación aplicado a la guerra conduce a un absurdo lógico. Menciona que la guerra no es un acto aislado, responde a objetivos políticos o económicos, al carácter de las naciones intervinientes (menciona que: lo que obliga a una nación a la rendición, alienta a la resistencia mas encarnizada a otra). Desarrolla el concepto de polaridad en el que expresa la idea de la política como factor clave del comienzo y del desarrollo de las acciones bélicas: el fin político es el objetivo, la guerra es el medio para alcanzarlo y los medios no pueden ser considerados aislados de su finalidad. Analiza la inteligencia y el talento del comandante. Menciona las idea del peligro de la guerra, la confusión de la guerra, el desgaste.
2. Sobre la teoría de la guerra. Desarrollado en seis capítulos. En este libro se dirime entre la táctica (estudio del empleo de las fuerzas en el combate) y la estrategia (el estudio del empleo de los combates para alcanzar el objetivo de la guerra). Realiza una comparativa entre estudiosos anteriores, apreciando diferencias entre ellos. Propone el estudio de la teoría de la guerra haciendo un balance entre medios y fines, trata la cuestión de si la dirección de la guerra es un arte o una ciencia (para él es un choque de intereses y actividades humanas), afirma la inexistencia de leyes precisas (o predecibles) en la guerra.
3. Sobre la estrategia en general. Compuesto de dieciocho capítulos. En este libro indaga en el significado más profundo del genio militar, haciendo hincapié en la experiencia real (no teórica) sobre la misma. Muestra que la ventaja aislada del enemigo no debe tenerse en cuenta, sino el balance final. Analiza los factores morales, el espíritu militar, la audacia del comandante, la brillantez (menciona que un comandante brillante ha ganado un combate a un oponente inferior aunque numéricamente superior), el factor sorpresa (la sorpresa está en el origen de todas las operaciones sin excepción), la astucia o el uso de estratagemas, el estudio de la concentración de fuerzas en el espacio (no hay patrón más alto que el de mantener las fuerzas concentradas), el empleo de las fuerzas en el tiempo, la economía de fuerzas y la reserva estratégica. Menciona: La incertidumbre disminuye a medida que aumenta la distancia entre táctica y estrategia, y prácticamente desaparece cuando se roza con la política.
4. El combate. Compuesto de catorce libros, se preocupa de la actividad militar esencial durante la guerra: el combate. Se analiza desde la perspectiva de los invariables (los métodos de combate cambian, pero los principios son invariantes) siempre desde la perspectiva de Clausewitz: la economía de fuerzas y la concentración de fuerzas. Se pregunta por la esencia de comprender cuándo y dónde está el límite acerca de la derrota a un enemigo (cap. III): analiza la cuestión desde diferentes factores como puede ser la pérdida de territorio, de vidas humanas o materiales.
5. Las fuerzas militares. Consiste en dieciocho capítulos. Trata de múltiples áreas relacionadas con la historia militar, trata del aprovisionamiento de los ejércitos, de la logística y de temas similares, las líneas de comunicaciones, de la estrategia de las posiciones elevadas.
6. La defensa. Se trata de una publicación de treinta capítulos. Clausewitz defiende la defensa como una de las formas más importantes a considerar de la guerra, la economía de las bajas, las fortalezas defensivas, el principio de apoyo de la población, describe en estos capítulos una batalla imaginaria basada en las tácticas de entonces.
7. El ataque.
8. Planes de guerra.

## Sinopsis

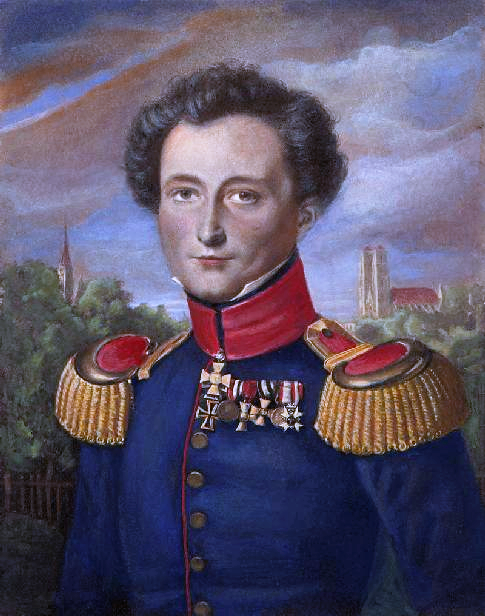
Carl von Clausewitz (1780–1831)

El libro contiene numerosos ejemplos históricos usados para ilustrar los conceptos presentados. Federico II de Prusia (conocido también como Federico el Grande) figura de forma prominente por haber hecho un uso eficiente de los limitados recursos a su disposición. Napoleón es también una figura central.
De entre muchos conceptos, tres se distinguen como esenciales en el concepto de Clausewitz:
- La guerra nunca debe ser un propósito en sí misma.

Algunas de las ideas clave (no necesariamente originarias de Clausewitz sino de su mentor Gerhard von Scharnhorst) que aparecen el libro De la guerra incluyen (no tienen orden especial de importancia):
- La aproximación dialéctica al análisis militar
- Los métodos de «análisis crítico»
- Los usos y abusos de los estudios históricos
- La naturaleza del mecanismo de «equilibrio de fuerzas»
- La relación entre objetivos políticos y objetivos militares en la guerra
- La relación asimétrica entre ataque y defensa
- La naturaleza del «genio militar»
- La «fascinante trinidad» (Wunderliche Dreifaltigkeit) de la guerra
- Las distinciones filosóficas entre «guerra absoluta o ideal» y la «guerra real»
- En la «guerra rea»" los polos distintivos entre a) guerra limitada y b) guerra «agotamiento del enemigo»
- La pertenencia de la «Guerra» la rama social en lugar del arte o la ciencia
- La esencia impredecible de la guerra
- La «niebla» de la guerra
- La «fricción»
- Los «centros de gravedad» operacionales y estratégicos
- El «punto culminante de la ofensiva»
- El «punto culminante de la victoria»

## Ediciones
- Edición en castellano De la guerra, Ediciones del Ministerio de Defensa de España, dos volúmenes, 1999. Edición dirigida y traducida por Michael Howard y Peter Paret, con abuntantes textos introductorios de los editores.
- Edición inglesa traducida del alemán al inglés por el Coronel J. J. Graham, 1873, republicado 1908 Project Gutenberg eBook
- Edición de Anatol Rapoport, Viking Penguin, 1968 (Libro de bolsillo, 464 páginas) ISBN 0-14-044427-0
- Traducido por O. J. Matthijs Jolles, 1943
- Editado y traducido por Michael Howard y Peter Paret, Princeton University Press, 1976 (índice revisado y añadido 1984) ISBN 0-691-05657-9